# 이숙 (가수)
이숙은 대한민국의 가수이다. 

## 생애
1974년 길옥윤이 작사, 작곡한 《눈이 내리네》로 데뷔하였으며, 그 해 TBC 신인가수부문에서 수상하였다.
1979년 미국 샌프란시스코로 건너가 10년간 머무른 뒤 귀국하였으며, 2008년 세계 복싱 평의회와 세계 복싱 기구의 국제 심판인 박동안과 결혼하였다.

## 작품

### 앨범
- 1989년 《나를 잊으셨나요/눈이 내리네》
- 1990년 《이숙/지은아 힛트앨범》